# In Hell
In Hell (Brasil: Hell - A Ira Está Solta / Portugal: Prisão Infernal) é um filme de suspense e  artes marciais de 2003 estrelado por Jean-Claude Van Damme e dirigido por Ringo Lam.

## Sinopse
Kyle Lord (Jean-Claude Van Damme) é um engenheiro trabalhando na Rússia que é condenado pelo assassinato do assassino de sua esposa. Kyle é mandado para Kravavi, uma prisão de segurança máxima que guarda os criminosos mais violentos e perigosos, onde os guardas são mais corruptos do que os próprios presos.
Viver ali é quase impossível, assim como escapar dos paredões que cercam a prisão, pois, mesmo que alguém consiga ultrapassá-los, dificilmente sobreviverá ao campo minado que envolve a estrada e toda a redondeza. Neste inferno, Kyle terá que sobreviver tendo como única motivação a memória de sua amada esposa.

## Elenco
- Jean-Claude Van Damme  ...  Kyle LeBlanc
- Lawrence Taylor  ...  451
- Marnie Alton  ...  Grey LeBlanc
- Alan Davidson  ...  Malakai (como Malakai Davidson)
- Billy Rieck ...  Coolhand
- Jorge Luis Abreu  ...  Boltun
- Lloyd Battista  ...  General Hruschov
- Michael Bailey Smith  ...  Valya
- Robert LaSardo  ...  Usup
- Carlos Gómez  ...  Tolik
- Chris Moir  ...  Billy Cooper
- Paulo Tocha  ...  Victor
- Juan Fernández  ...  Shubka
- Clark Sanchez  ...  Tiefoo
- Manol Manolov  ...  Ivan

## Recepção
Robert Pardi, do TV Guide, classificou em 1/5 estrelas e chamou-o de um "exercício lento no sadismo das celas" que não corresponde ao trabalho anterior de Lam. Jason P. Vargo da IGN classificou 5/10 estrelas e escreveu que é "estritamente apenas para os fãs de Van Damme". Beyond Hollywood escreveu que, embora o filme tenha muitos personagens modelos, desempenha agradavelmente nas convenções habituais de um filme de Van Damme. Ian Jane do DVD Talk avaliou com 3/5 estrelas e chamou de "uma agradável surpresa" e o melhor dos filmes recentes de Van Damme. David Johnson, do DVD Verdict, escreveu que, embora o filme tente trazer uma nova faceta aos filmes de Van Damme, ele acaba sendo clichê de maneiras diferentes de seus filmes habituais.